# Samú Costa
Samuel de Almeida Costa, noto anche con lo pseudonimo di Samú (Aveiro, 27 novembre 2000), è un calciatore portoghese, centrocampista del Maiorca.

## Carriera

### Club
Cresciuto nel settore giovanile del Braga, debutta in prima squadra il 25 luglio 2020 in occasione dell'incontro di Primeira Liga vinto 2-1 contro il Porto.
L'11 settembre 2020 viene ceduto in prestito all'Almería; dopo una stagione da titolare con 37 presenze viene acquistato a titolo definitivo.
Il 10 agosto 2023 viene acquistato dal Maiorca.

### Nazionale
Ha giocato nelle nazionali giovanili portoghesi Under-19, Under-20 ed Under-21; con quest'ultima nazionale nel 2023 ha anche partecipato ai campionati europei di categoria.
Il 4 ottobre 2024 viene convocato per la prima volta in nazionale maggiore, con cui ha esordito otto giorni dopo nel successo esterno in Nations League contro la Polonia (1-3).

## Statistiche

### Presenze e reti nei club
Statistiche aggiornate al 24 ottobre 2021.
| Stagione        | Squadra         | Campionato      | Campionato | Campionato | Coppe nazionali | Coppe nazionali | Coppe nazionali | Coppe continentali | Coppe continentali | Coppe continentali | Altre coppe | Altre coppe | Altre coppe | Totale | Totale |
| Stagione        | Squadra         | Comp            | Pres       | Reti       | Comp            | Pres            | Reti            | Comp               | Pres               | Reti               | Comp        | Pres        | Reti        | Pres   | Reti   |
| --------------- | --------------- | --------------- | ---------- | ---------- | --------------- | --------------- | --------------- | ------------------ | ------------------ | ------------------ | ----------- | ----------- | ----------- | ------ | ------ |
| 2019-2020       | Braga B         | CdP             | 12         | 1          |                 | -               | -               |                    | -                  | -                  |             | -           | -           | 12     | 1      |
| 2019-2020       | Braga           | PL              | 1          | 0          | CP+CdL          | 0               | 0               |                    | -                  | -                  |             | -           | -           | 1      | 0      |
| 2020-2021       | Almería         | SD              | 37         | 2          | CR              | 3               | 0               |                    | -                  | -                  |             | -           | -           | 40     | 2      |
| 2021-2022       | Almería         | SD              | 12         | 0          | CR              | 0               | 0               |                    | -                  | -                  |             | -           | -           | 12     | 0      |
| Totale carriera | Totale carriera | Totale carriera | 62         | 3          |                 | 3               | 0               |                    | -                  | -                  |             | -           | -           | 65     | 3      |

### Cronologia presenze e reti in nazionale
| Cronologia completa delle presenze e delle reti in nazionale ― Polonia | Cronologia completa delle presenze e delle reti in nazionale ― Polonia | Cronologia completa delle presenze e delle reti in nazionale ― Polonia | Cronologia completa delle presenze e delle reti in nazionale ― Polonia | Cronologia completa delle presenze e delle reti in nazionale ― Polonia | Cronologia completa delle presenze e delle reti in nazionale ― Polonia | Cronologia completa delle presenze e delle reti in nazionale ― Polonia | Cronologia completa delle presenze e delle reti in nazionale ― Polonia |
| Data                                                                   | Città                                                                  | In casa                                                                | Risultato                                                              | Ospiti                                                                 | Competizione                                                           | Reti                                                                   | Note                                                                   |
| ---------------------------------------------------------------------- | ---------------------------------------------------------------------- | ---------------------------------------------------------------------- | ---------------------------------------------------------------------- | ---------------------------------------------------------------------- | ---------------------------------------------------------------------- | ---------------------------------------------------------------------- | ---------------------------------------------------------------------- |
| 12-10-2024                                                             | Varsavia                                                               | Polonia                                                                | 1 – 3                                                                  | Portogallo                                                             | UEFA Nations League 2024-2025 - 1º turno                               | -                                                                      | 90+1’                                                                  |
| 15-11-2024                                                             | Porto                                                                  | Portogallo                                                             | 5 – 1                                                                  | Polonia                                                                | UEFA Nations League 2024-2025 - 1º turno                               | -                                                                      | 77’                                                                    |
| Totale                                                                 |                                                                        | Presenze                                                               | 2                                                                      |                                                                        | Reti                                                                   | 0                                                                      |                                                                        |